# Жилијен Енкс
Жилијен Енкс (фр. Julien Henx; Луксембург, 20. јун 1995) луксембуршки је пливач чија специјалност су спринтерске трке слободним и делфин стилом.

## Спортска каријера
Енкс је на дебитовао на међународној сцени током 2014. године, прво на Европском првенству у Берлину, а потом и на светском првенству у малим базенима у Дохи. Годину дана касније, у Казању 2015, по први пут је наступио на светском првенству у великим базенима, а такође је учествовао и на наредна два првенства, у Будимпешти 2017. и Квангџуу 2019. године.   